# Vahliaceae
Classification APG III (2009)
Famille
La famille des Vahliaceae est une famille de plantes dicotylédones qui comprend un à deux genres.
Aujourd'hui ce genre est appelée Vahlia. Ce sont des herbes des régions subtropicales à tropicales d'Afrique et d'Asie.

## Étymologie
Le nom vient du genre type Vahlia, nommé en 1782 par le naturaliste suédois Carl Peter Thunberg (1743-1848) en hommage au botaniste dano-norvégien Martin Vahl (1749–1804) qui fut l’élève de Linné et un des directeurs de publication de l’atlas botanique danois Flora Danica.

## Classification
En classification classique de Cronquist (1981) cette famille n'existe pas.
Cette famille d'abord placée dans l'ordre des Saxifragales, fut réassignée dans le nouvel ordre des Vahliales par la classification phylogénétique APG IV (2016).

## Liste des genres
Selon Angiosperm Phylogeny Website (2 Jul 2010) et NCBI (2 Jul 2010) :
- Vahlia (en) Thunb.

Selon DELTA Angio (2 Jul 2010) :
- Bistella
- Vahlia

## Liste des espèces
Selon NCBI (2 Jul 2010) :
- genre Vahlia
  - Vahlia capensis